# Jecki Lon
Jecki Lon es una padawan ficticia perteneciente al universo Star Wars.
El personaje es interpretado por la actriz Dafne Keen en la serie web de Disney+ The Acolyte.

## Concepto y creación
El personaje fue introducido en la serie de live action de Disney+ The Acolyte. Interpretada por la actriz Dafne Keen, Jecki es presentada como una padawan híbrida humana-theelina, y aprendiz directa del Maestro Sol.
Para crear al personaje Leslye Headland se inspiró en el personaje de Rystáll Sant, una cantante híbrida también entre humano y theeliano que apareció por primera vez en el palacio de Jabba el Hutt en Star Wars: El retorno del Jedi, siendo Jecki un homenaje a este personaje.
El 19 de junio de 2024, Dafne Keen confirmó que Jecki era un personaje queer, afirmando que esta tenía sentimientos románticos por Osha (Amandla Stenberg), y afirmó haber interpretado al personaje teniendo en cuenta esa atracción sentimental que siente Jecki por su compañera.

## Biografía ficticia
Jecki Lon nació en el año 150 BBY (antes de la batalla de Yavin). A una edad temprana se unió a la orden jedi y se convirtió en padawan del maestro Sol.
En el año 132 ABY, Lon interrumpió a Sol para comunicarle que la maestra Vernestra Rwoh había solicitado su presencia en la sala de detención. Al descubrir a su maestro observando un holograma de Osha Aniseya, su antigua Padawan, Lon cuestionó esta actividad como una señal de apego. Sol expresó la creencia de que los recuerdos podían servir como lecciones, previniendo que los errores del pasado se repitieran, una evaluación que Lon completó en voz alta por él. Luego, Lon acompañó a Sol. Finalmente Jecki se unió a su maestro en una misión para capturar a Aniseya, sospechosa del asesinato de la Maestra Indara, en Carlac. Siendo la primera misión de Lon, Sol decidió que necesitaban el apoyo de Yord Fandar. Encontraron a Fandar en su transporte Jedi, planchando sus túnicas con el torso desnudo, y Lon le pidió que se vistiera.
Mientras viajaban por el hiperespacio, Lon preguntó a Sol sobre su relación con Aniseya. Sol compartió detalles de su pasado en Brendok y mencionó que Aniseya tenía una hermana gemela, Mae. Lon sugirió que Mae podría ser la responsable del asesinato, pero Sol negó esta posibilidad, ya que afirmó haber presenciado la muerte de Mae.
En Carlac, Fandar, Lon y Sol rastrearon a Aniseya hasta una cueva después de explorar la nave prisión estrellada donde estaba detenida. Sol usó la Fuerza para evitar que Aniseya cayera de un precipicio, y ella le reveló que Mae estaba viva. El maestro le creyó y los tres salieron de la cueva con Aniseya.
A bordo del Polnan, Lon tuvo dificultades con una consola de control, y Aniseya le sugirió repolarizar los acoplamientos de energía, lo cual funcionó. Aniseya aclaró que era meknek, no piloto.
La Maestra Rwoh envió a Sol y su equipo a investigar un allanamiento en el templo Jedi de Olega, cometido por alguien que coincidía con la descripción de Aniseya. Allí, un joven indicó que fue pagado por alguien que creían era Aniseya.
Dentro del templo, encontraron a Aniseya junto al cuerpo muerto del Maestro Torbin. Aniseya ofreció una explicación, y Fandar la defendió. Sol concluyó que Torbin había ingerido veneno voluntariamente, ya que no mostró signos de lucha.
Aniseya informó que el veneno debía provenir de un lugar cercano, lo que llevó a los Jedi a vigilar una botica. Jecki ideó un plan usando las apariencias idénticas de Osha y Mae para obtener una confesión del boticario, Qimir. Este admitió que Mae quería vengarse de cuatro Jedi. Sol envió a Fandar a asegurar el perímetro y a Lon a la nave, planeando regresar más tarde para atrapar a Mae.
Esa noche, Lon permaneció en comunicaciones a bordo del Polnan, mientras Fandar vigilaba a Mae. Sol confrontó a Mae, lo que resultó en una pelea. Lon llevó la nave sobre el conflicto, iluminó a Aniseya con un reflector y la declaró bajo arresto. Mae huyó, dejando a Lon sin visual y finalmente escapó tras un breve encuentro con Osha.